# 로젠버그과일먹는박쥐
로젠버그과일먹는박쥐(Artibeus rosenbergi, 오타 rosenbergii로 종종 잘못 알려져 있다.)는 주걱박쥐과(신세계잎코박쥐과)에 속하는 박쥐의 일종이다. 콜롬비아 서부와 에콰도르 북서부 해안의 툼베스-초코-막달레나 지역 열대 우림의 해발 500m 이하 지역에서 발견된다. 최근까지는 은색과일먹는박쥐(A. glaucus)에 포함시켜 분류했다. 과식성 동물의 일종이지만 곤충을 먹기도 한다. 삼림 벌채로 멸종 위협을 받고 있다. 학명과 통용명은 수집가 로젠버그(W. F. H. Rosenberg)의 이름에서 유래했다.